# Triadica sebifera
Pour les articles homonymes, voir Arbre à suif.
Gluttier
Espèce
Classification APG III (2009)

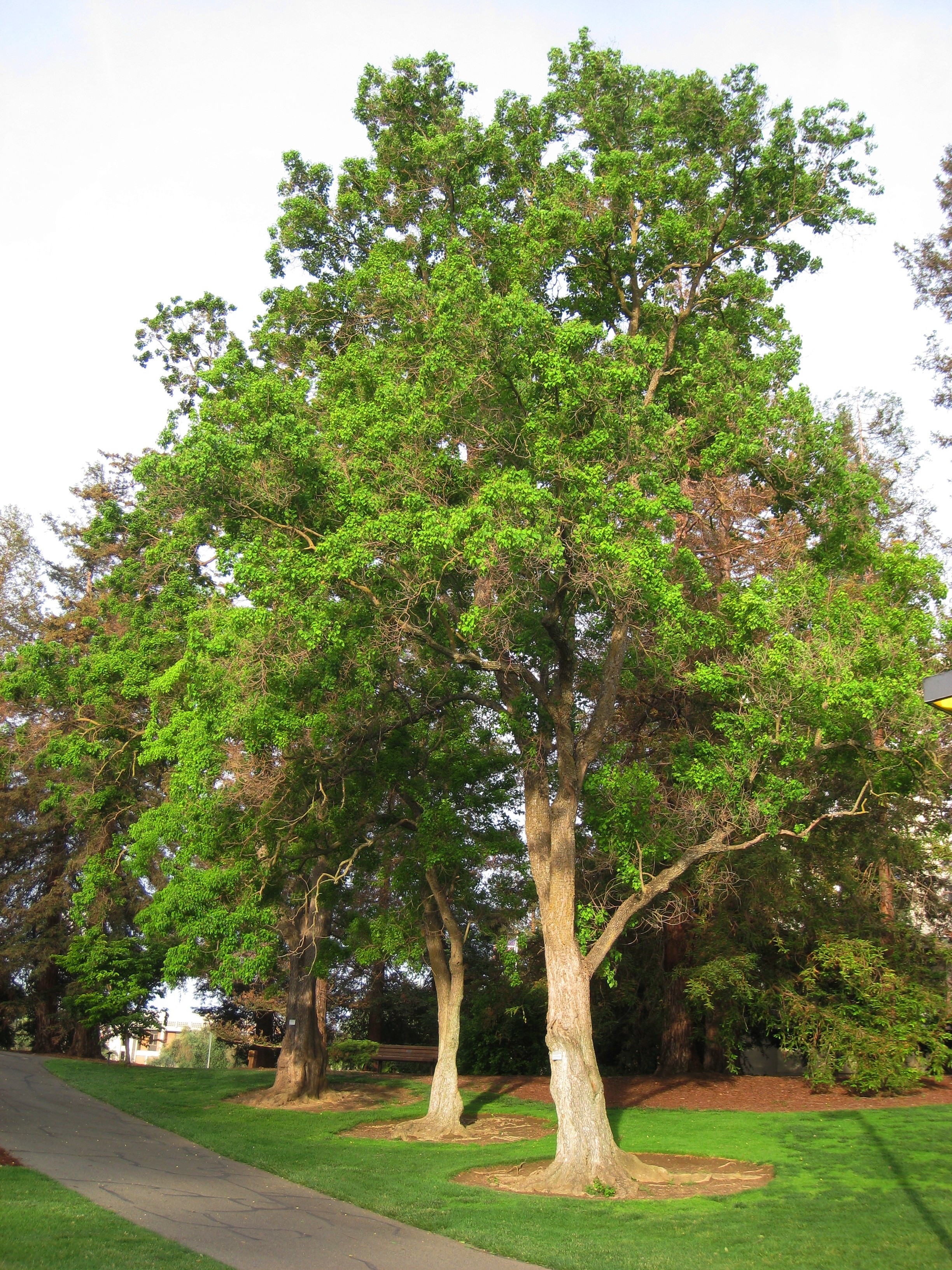
Triadica sebifera, gluttiers.

Triadica sebifera ou Gluttier, Arbre à suif chinois (ou Arbre à beurre, Croton, Suiffier),, est une espèce de plantes à fleurs de la famille des Euphorbiaceae. C’est un arbre originaire du sud de la Chine, de Taïwan, du Vietnam et du Japon. L’espèce a été mise en culture dans de nombreuses régions tropicales, subtropicales et tempérées chaudes où elle a pu se naturaliser et parfois devenir envahissante.
En Chine, depuis le VIIe siècle, l’arbre est exploité pour ses graines oléagineuses avec lesquelles on fabrique des savons, des chandelles et des peintures. Actuellement, il est aussi planté comme arbre d’ornement le long des routes et dans les parcs.
Toutes les parties de l’arbre sont toxiques, c’est d’ailleurs pourquoi elles ont été employées dans la pharmacopée chinoise traditionnelle.

## Étymologie et nomenclature
Le nom de genre Triadica vient du grec τριάς trias « trois » (Bailly) via le latin trias, adis,  « triade » en référence aux fleurs trimères (3 sépales, 3 carpelles, 3 styles).
L’épithète spécifique sebifera est un terme latin composé de sebum « suif » et fero « porter » soit « qui porte du suif ».
En 1753, Linné donne dans Species Plantarum (2:1004), une description de l’espèce sous le nom de Croton sebiferum. En 1913, le botaniste américain Small dans  Florida Trees (59), avec le nom de Triadica sebiferum, la reclasse dans le genre Triadica (créé en 1790 par João de Loureiro, un botaniste portugais).
L’espèce possède de multiples noms en chinois. Actuellement, le nom vulgaire qui s’est imposé est wujiu 乌桕, nom composé des morphèmes wu: « noir, sombre » et jiu: « espèce d’arbre ».  Pour expliquer l’origine du premier caractère wu, le naturaliste du XVIe siècle Li Shizhen, indique que « les corbeaux aiment manger ses graines » (wuxishiqizi 乌喜食其子), avec wu 乌, une abréviation de wuya 乌鸦 « corbeau »[réf. nécessaire]; l'étymologie serait en quelque sorte « l’arbre à corbeaux », comme le synonyme contemporain de l'espèce, yājiù 鸦桕, l’atteste d’ailleurs. En effet, les oiseaux sont friands de ses fruits en hiver, ainsi qu'on peut le voir sur une photo ci-dessous.

## Synonymes
D’après Tropicos, les synonymes
- Croton sebiferum Carl von Linné 1753[5]
- Excoecaria sebifera (L.) Müll.Arg.
- Sapium chihsinianum S.K.Lee
- Sapium pleiocarpum Y.C.Tseng
- Sapium sebiferum (L.) Dum. Cours.
- Sapium sebiferum (L.) Roxb.
- Sapium sebiferum var. cordatum S.Y.Wang
- Sapium sebiferum var. dabeshanense B.C.Ding & T.B.Chao
- Sapium sebiferum var. multiracemosum B.C.Ding & T.B.Chao
- Sapium sebiferum var. pendulum B.C.Ding & T.B.Chao
- Stillingia sebifera (L.) Michaux
- Triadica sinensis Lour.

## Description
Triadica sebifera est un petit arbre à feuilles caduques, pouvant atteindre 15 m de haut en Chine. Il devient fertile quand il atteint 1 m de haut.
C’est une espèce monoïque, avec des fleurs mâles et femelles distinctes sur le même pied.
Les feuilles simples sont portées par un pétiole de 2–7 cm de long, avec 2 glandes discoïdes, à l’apex et des stipules persistantes, elliptiques. Le limbe est de forme ovale à largement elliptique ou rhomboïde, de 3,5–10 cm de long sur 3–9,5 cm de large, à base largement cunéiforme à presque tronquée et apex acuminé. Des glandes laminaires, elliptiques, de 0,3 × 0,2 mm, sont généralement placées sur la moitié distale du limbe. En automne, les feuilles deviennent jaunes, orange et écarlates.
L’inflorescence terminale en épi peut atteindre 20 cm. La plante étant monoïque, l’épi comporte des fleurs mâles et femelles distinctes. Sur sa moitié distale, il porte des cymules (petites cymes) avec 10-20 fleurs staminées (♂), à bractées ovales de 1,5 mm, sous-tendues par 2 (-4) glandes ellipsoïdes, 2-3 étamines de 1,3–3 mm. Les fleurs femelles pistillées (♀) sont au nombre de 0 à 6 par inflorescence, avec 1 ovaire trilobé, 3 styles connées (soudés) à  la base et aucun pétale. Les fleurs staminées sont jaunes, les fleurs pistillées sont vert jaunâtre.
Les fruits sont des capsules de 1 à 1,3 cm de diamètre, subglobuleuses, trifides, charnues. La capsule comporte 3 graines (ou plus), à tégument extérieur blanc, cireux, et poils intérieurs ligneux, brun. Durant l’hiver, les 3 valves noires de la capsule s’ouvrent et tombent, laissant apparaitre les graines blanches qui vont rester dans l’arbre tout dénudé de ses feuilles.
En Chine la floraison va d’avril à août et la fructification suit jusqu’en octobre.
La floraison aux États-Unis a lieu d’avril à juin, la fructification d’août à novembre.  

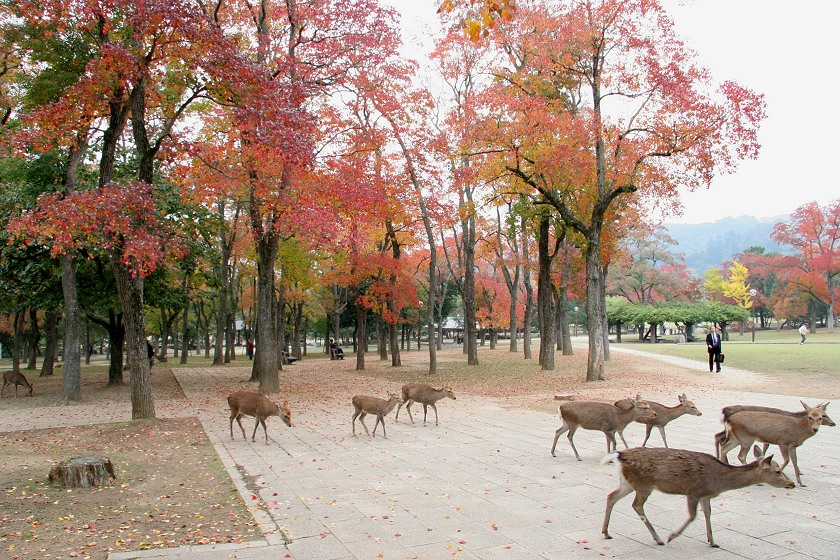
Parc de T. sebifera, près du Temple du Grand Bouddha, au Japon.
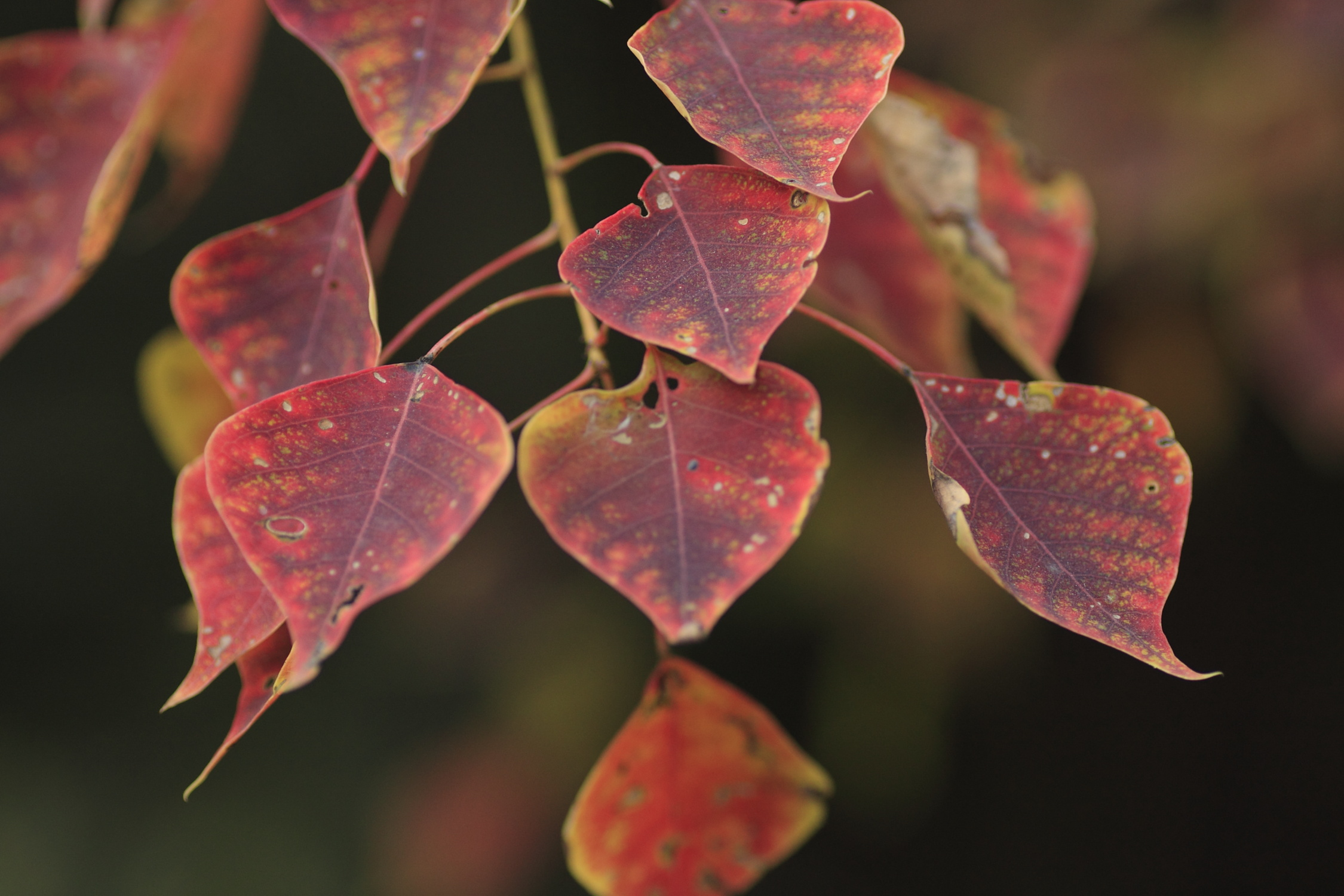
Feuilles d’automne.
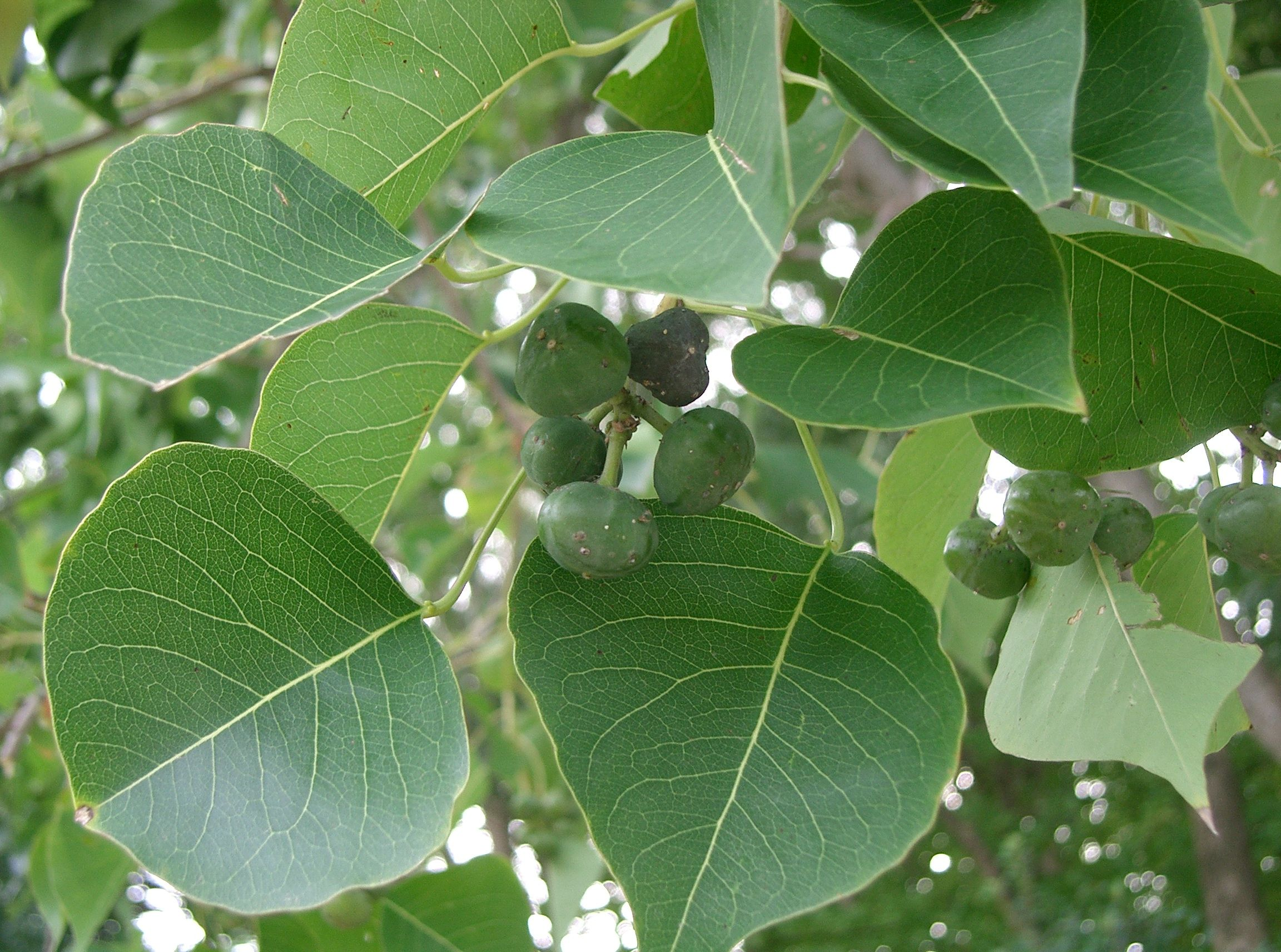
Feuilles et fruits.
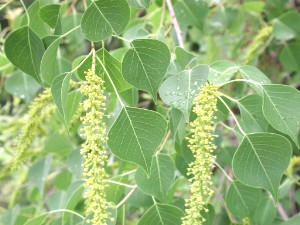
Inflorescence en fleurs.
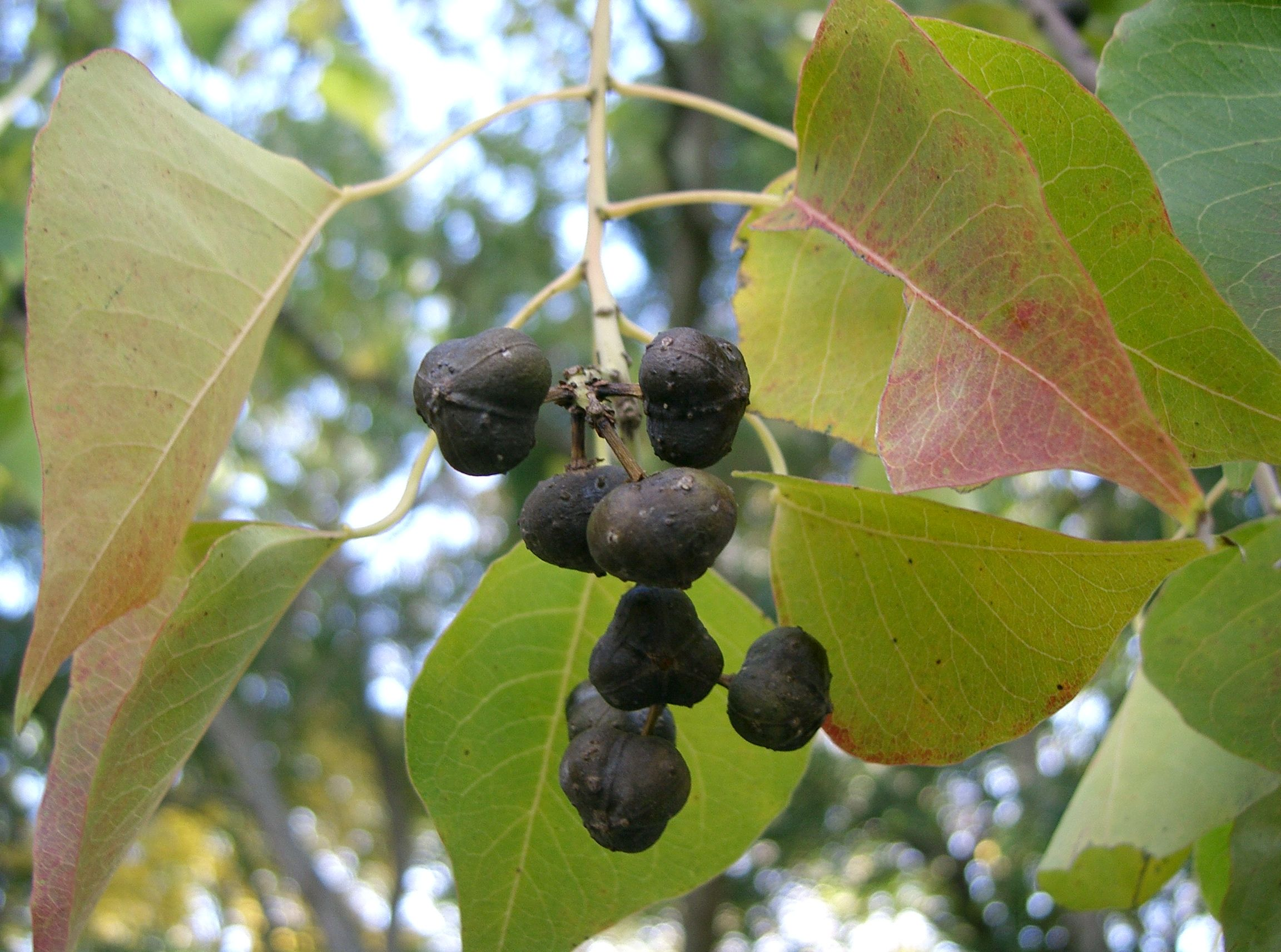
Infrutescence de fruits triloculaires mûrs, avant ouverture de la capsule.
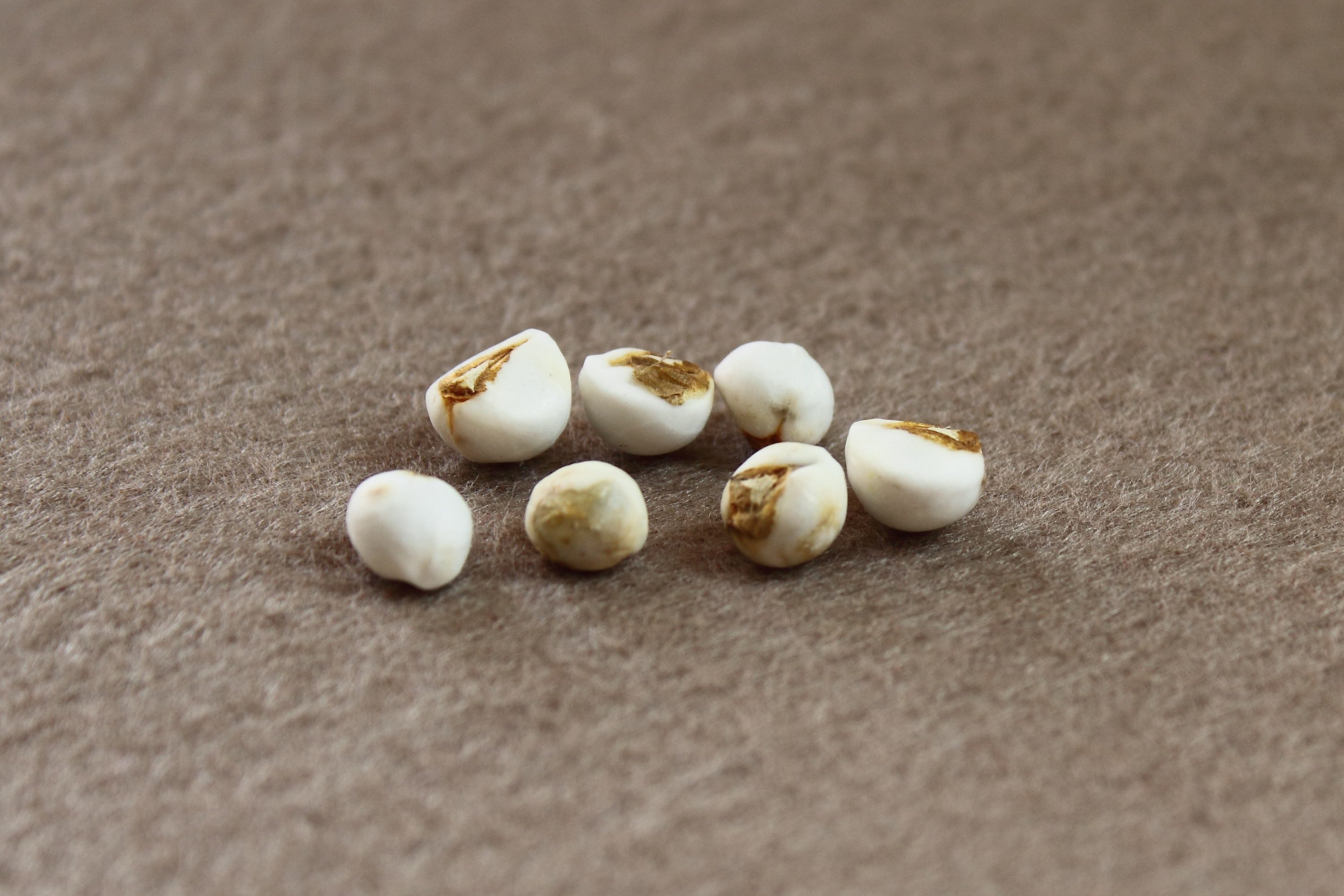
Graines, avec son tégument blanc, cireux.
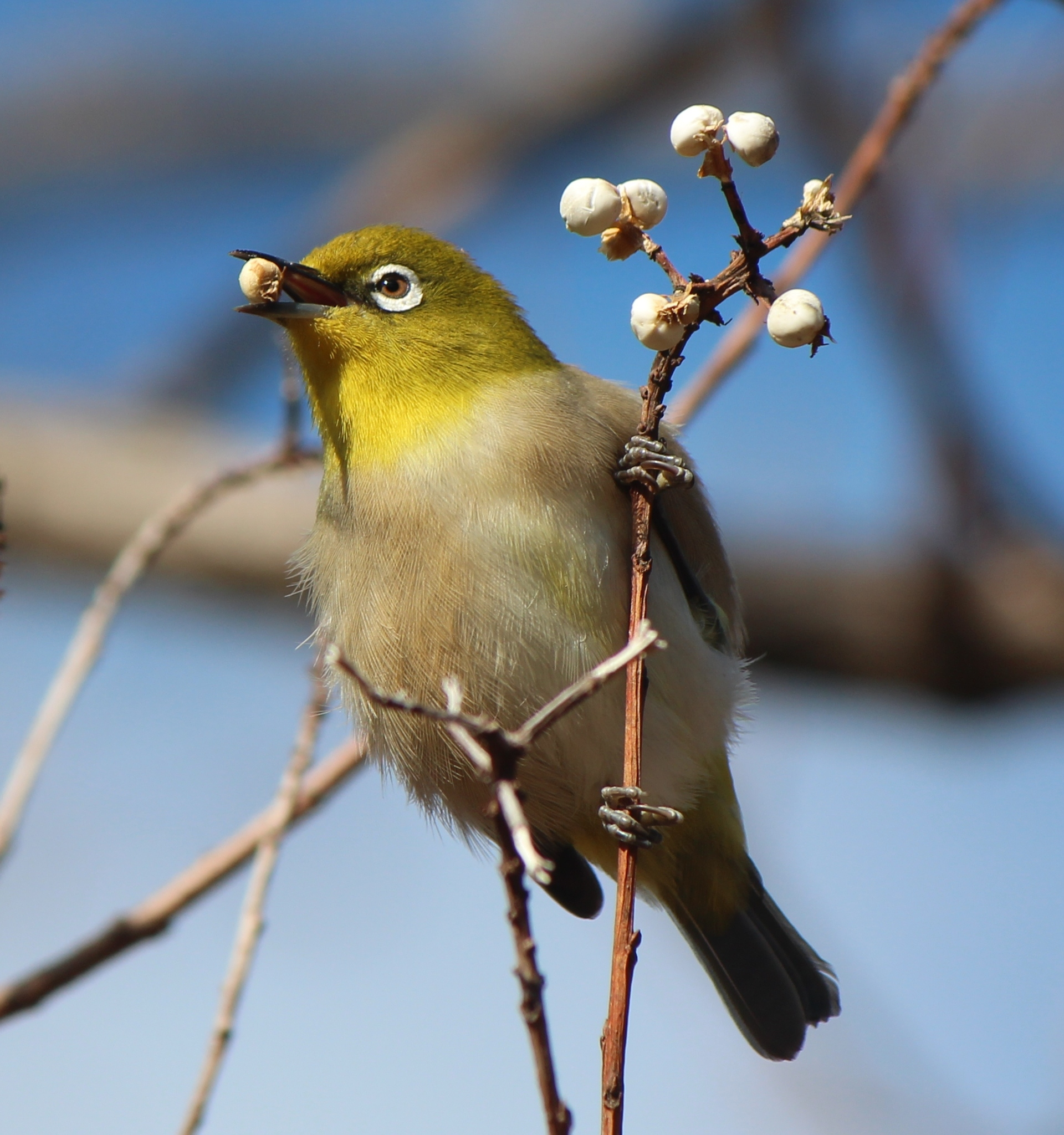
Le Zosterops japonicus mange les graines.

## Distribution et habitat
L’espèce est originaire d’Asie : du sud de la Chine, de Taïwan, du Japon, du Vietnam et en Inde. En Chine, elle croit particulièrement dans la région du sud du Fleuve jaune en allant au nord jusqu’au Shaanxi et au Gansu[réf. nécessaire]. Elle pousse dans les espaces ouverts, près des étangs ou dans les forêts clairsemées.
L’espèce a été introduite et cultivée dans les régions tropicales, subtropicales et tempérées chaudes (à hiver doux) du monde. Elle s’est naturalisée en de multiples endroits d’Asie, d’Afrique, des États-Unis, d’Australie, de Polynésie française et d’Hawaï.
Elle pousse dans les zones où la température moyenne annuelle est supérieure à 15 °C et les précipitations moyennes annuelles sont supérieures à 750 mm. Les feuilles commencent à jaunir à des températures inférieures à 20 °C. L'arbre cherche la lumière et ne tolère pas l’ombre. Il préfère les sols alluviaux profonds, humides et fertiles des rives de cours d’eau. Mais il est capable de s’adapter à un large éventail de types de sol, allant des sols acides à légèrement basiques, et même ceux légèrement salins (jusqu’à 0,3 %). Il tolère pendant une courte période les eaux stagnantes.
Il fut introduit aux États-Unis en 1776 par Benjamin Franklin, à Charleston (Caroline du Sud) puis en Californie, S. Arizona, Louisiane, Mississippi, Texas, et Floride. Il fut aussi importé dans le sud la France, au Jardin Botanique de Marseille, (où il porte le nom en provençal de Kresto de Gaou) et en Algérie.
L’espèce a été aussi introduite en Martinique, en Polynésie française, où elle est cultivée et non établie. On retrouve des mentions de plantations historiques et d’introductions dans les jardins du sud de la France depuis le XIXe siècle (Société nationale d’horticulture de France, 1832). L’espèce survivrait bien dans le Grand Jardin de La Valette-du-Var, à proximité de Toulon, et pourrait manifestement produire des graines, mais aucune mention de l’espèce n’a été faite en dehors du jardin.

## Espèce envahissante
L’arbre à suif chinois peut proliférer dans les milieux naturels et former des peuplement monospécifiques capables de déplacer les espèces végétales indigènes en modifiant les écosystèmes envahis. Actuellement, cette espèce est répertoriée comme envahissante aux États-Unis, en Inde, en Australie (Queenland) et même en France métropolitaine (Arrêté du 10 mars 2020).
En Europe, Triadica sebifera  est inscrite depuis 2019 dans la liste des espèces exotiques envahissantes préoccupantes pour l’Union européenne. Cela signifie qu'elle ne peut pas être importée, cultivée, commercialisée, plantée, ou libérée intentionnellement dans la nature, et ce nulle part dans l’Union européenne.

## Histoire de l’utilisation en Chine
En Chine, il existe une longue et riche histoire des matières médicales (bencao) qui  a ressemblé au cours des siècles des informations sur l’utilisation médicinale des substances naturelles minérales, végétales et animales.  Elle produisit un nombre substantiel d’ouvrages de materia medica - sans équivalent en Europe durant la même période - qui fournit une source précieuse d’informations sur l’histoire de l’utilisation des plantes.
Les premières matières médicales ne mentionnent pas l’arbre à suif, sous aucune de ses multiples dénominations: 乌桕 / 烏桕 wūjiù, 乌木 / 烏木 wūmù, 乌槔 wūgāo,  乌臼 wūjiù, 鸦臼 yājiù, 乌桖 wūxuè, 桊子树 juànzǐshù, 桕树  jiùshù. Nom vulgaire: 木蜡树 mùlàshù, 桩仔 zhuāngzǐ, 琼仔/橩仔树 qióngzǐ/qióngzǐshù etc.
Au VIIe siècle, à l’époque de la dynastie Tang, la publication en 659 de la « Nouvelle révision de la matière médicale » 《新修本草》 Xinxiu bencao de Su Jing 苏敬 / 蘇敬, apporte un accroissement important du nombre de drogues médicinales. Parmi celles-ci, se trouve une fiche intéressante sur le 乌臼 wūjiù (dont la graphie deviendra 乌桕 avec la même prononciation) « arbre à suif ». Son écorce est une drogue caractérisée par sa nature « amère, légèrement tiède, toxique » et ses propriétés thérapeutiques.  Quatre-vingts ans plus tard, le médecin Chen Cangqi 陳藏器 (681-757) dans sa matière médicale《本草拾遺》Bencao shiyi (739) donne des informations complémentaires sur ses utilisations « avec les feuilles on peut colorer le savon. La graine pressée donne de l’huile, enduite sur la tête, les cheveux blancs deviennent noir. Pour les lampes, elle est très lumineuse ».
Au XVIe siècle, l’ouvrage réputé le Bencao gangmu 《本草綱目》de Li Shizhen 李时珍, publié en 1593 l’année de sa mort, fut comme un point culminant de la tradition des bencao. En compilant toutes les anciennes données, il apporte des informations plus complètes sur l’arbre à suif et ses usages (voir section médicale ci-dessous).
Le « Traité complet sur l’agriculture » Nongzheng quanshu 《农政全书》, publié 1639 par Xu Guangqi 徐光启 a offert un article enthousiaste sur la culture de l’arbre à suif. Il indique que le « suif » des graines sert à faire des bougies. L’huile qui en est extraite est aussi idéale pour les lampes d’éclairage. De plus, l’huile peut aussi servir à teindre les cheveux en noir, à diluer la laque, et à faire des papiers huilés. Les feuilles sont une source de teinture noire et l’arbre est très rustique. Il met en garde toutefois de ne pas le planter trop près d’un étang à poissons, parce que si les feuilles tombent dans l’eau, elles la noircissent et rendent les poissons malades.

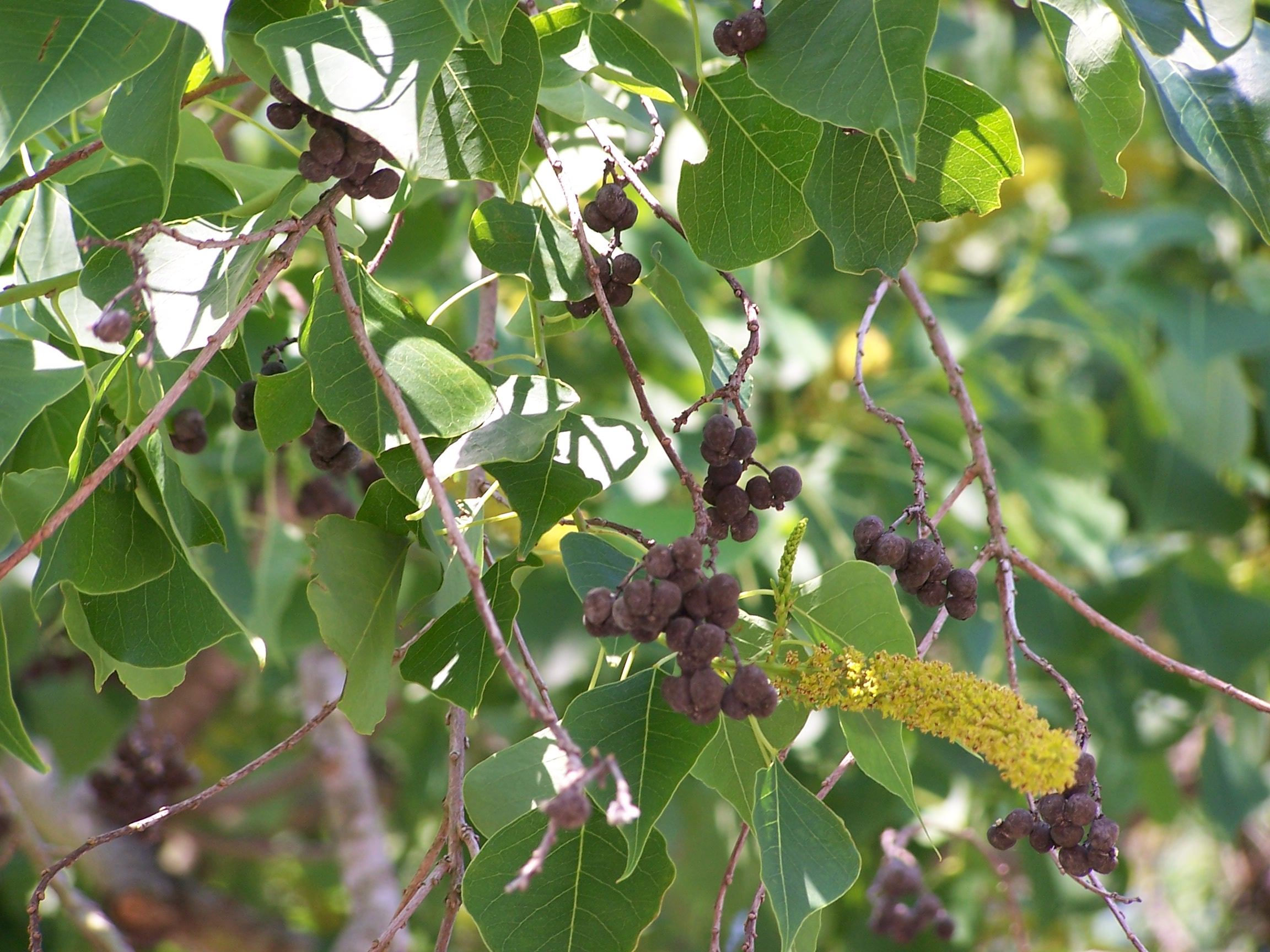
Arbre à suif.

Pour troisième source d’informations sur les arbres à suif, le regard extérieur et curieux des missionnaires jésuites en Chine est des plus instructifs. Grâce à Matteo Ricci (1552-1610), les portes de la Chine s’entre-ouvrirent aux jésuites, en particulier aux missionnaires français à partir de la fin du XVIIe siècle. Ceux-ci envoyèrent régulièrement à leurs supérieurs en France des lettres sur l’évangélisation et la culture chinoise. À Paris, le père Jean-Baptiste Du Halde en tire un ouvrage encyclopédique qui deviendra la principale source  des représentations de la Chine en Europe au XVIIIe siècle,.
Voici quelques extraits instructifs de sa description de l'arbre à suif et de ses usages:
« Un des arbres les plus singuliers, qui ne soit nulle part ailleurs, est celui qui porte un fruit dont on tire du suif, que les Chinois nomment Ou kieo mou [乌桕木, wujiumu] : il est fort commun dans les provinces de Tche kiang, de Kiang nan, de Kiang si [resp. Zhejiang, Jiangnan, Jiangxi] »  (Description de l'empire de la Chine)
Suit une description du tronc, des feuilles, des fruits et des graines

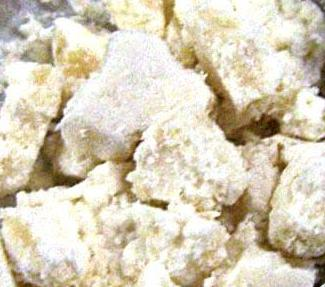
Suif tiré de T. sebifara

« Lorsque la capsule...vient à s’entrouvrir...le fruit paroît hors de ses enveloppes, ce qui est du plus bel effet à la vue, surtout pendant l’hiver : ces arbres paroissent alors tout couverts de petits bouquets blancs, qu’on prendraient de loin pour autant de bouquets de fleurs. Le suif dont ce fruit est couvert, étant écrasé dans la main, se fond,& rend une odeur de graisse qui approche de celle du suif ordinaire....
    Le noyau dont la coque est assez dure, contient une espèce de petite noisette de la grosseur d’un gros grain de chènevis, laquelle est fort huileuse: elle est enveloppée d’une tunique brune. Les Chinois en font de l’huile à brûler dans la lampe, de même qu’il font des chandelles de ce suif, dont les noyaux sont couverts.
   Les chandelles qu’ils en font, sont comme le tronçon d’un cône qu’ils commencent à bruler par la base,  & dont la base est un petit roseau creux, ou un petit bâton, autour duquel on a roulé un fil de coton...
   On tire le suif de ce fruit en cette manière: on le pile tout entier, c’est-à-dire la coque avec la noisette, & on le fait bouillir dans de l’eau, puis on ramasse toute la graisse, ou l’huile qui surnage: cette graisse se fige comme du suif en se refroidissant. Sur dix livres, on en met quelques fois trois d’huile de lin ou de gergelin, & un peu de cire pour donner du corps à cette masse, dont on fait de la chandelle qui est très blanche: on en fait aussi de rouge, en y mêlant du vermillon. » (Description)

## Toxicité
Toutes les parties de l’arbre sont toxiques.
Le feuillage vert de T. sebifera provoque de sévères irritations des voies digestives et a des effets purgatifs sur les bovins mais apparemment pas sur les ovins et caprins.
Le feuillage contient de l’acide gallique et de l’astragaline, mais les principales molécules toxiques sont du type tigliane, des diterpènes que l’on trouve chez les autres Euphorbiacées.
En Chine, il existe de nombreux rapports d’intoxication, indiquant après absorption, des douleurs abdominales, diarrhées, vertiges, engourdissement des membres et des lèvres, acouphènes, palpitations, pâleur, et membres froids. 

## Composition chimique
Les feuilles contiennent acide gallique et acide ellagique, isoquercitrine et tanin (5,5 %).
| a. palmitique | a. stéarique | a. oléique | a. linolénique | a. 2, 4-décadiénoique |
| ------------- | ------------ | ---------- | -------------- | --------------------- |
| 6,9           | 3,5          | 7,10       | 41,54          | 4,5                   |

## Utilisations
Actuellement, l’arbre à suif a une valeur horticole et économique.

### Arbre ornemental
En Chine, l’arbre à suif est exploité au sud du Fleuve Jaune, depuis la dynastie Tang, ce qui fait environ 14 siècles. Jadis, les gens plantaient des arbres à suif dans leurs cours et leurs jardins. Au cours des saisons, ils pouvaient profiter du jeu des changements de couleurs, les feuilles passant du vert émeraude au printemps puis après avoir connu le vert foncé,  le jaune et l’orange, atteindre un rouge chatoyant à l’automne. L’hiver, les capsules des fruits d’un brun-noir éclataient pour révéler de petites graines d’un blanc très pur comme autant de « boutons blancs » de cire qui demeuraient sur l’arbre dénudé.
De nos jours, les régions touristiques prennent soin d’entretenir et de planter des arbres ornementaux capables d’attirer les touristes pour leurs odeurs ou bien leurs couleurs, comme les osmanthes parfumés qui exhalent de douces senteurs, les Gingkos au feuillage jaune d'or, et les arbres à suif pour leur feuillage rouge rutilant etc. Les aménageurs du paysage plantent les arbres à suif le long des pelouses, sur le bord des lacs, le long des rues et des routes et dans les parcs. Dans les plantations de thé, il sert d’essence d’ombrage.
Aux États-Unis, l’arbre séduit aussi par ses belles couleurs rouges d’automne, sa croissance rapide et sa résistance aux ravageurs. Malgré les risques de prolifération, il est toujours vendus et plantés dans ce pays pour l’ornement. Il est cultivé dans les jardins le long des côtes atlantique et du Golfe du Mexique de la Caroline du Sud au Texas.

### Composant de chandelles, savons, peintures
La couche de cire blanche qui couvre les graines de T. sebifera s’appelle jiuzhi 桕脂 « graisse de jiu, suif végétal chinois » (ou baixi 白蜡 « cire blanche », piyou 皮油). Elle sert en Chine et au Japon, à fabriquer des chandelles, des savons et des savonnettes et du papier ciré. Le point de fusion de cette cire blanche est plus élevé que celui de la cire d’abeille jaune. Sous les Song, des chandelles spéciales pour brûler cette cire blanche ont été conçues. Les chandelles obtenues en mélangeant dix doses de suif végétal chinois et trois doses de cire d’abeille, ont la réputation de conserver leur blancheur et de se consumer avec une flamme claire et lumineuse, sans odeur ni fumée. En savonnerie, le suif végétal est utilisé pour renforcer la consistance des graisses alimentaires molles.
Les graines peuvent être pressées pour en extraire une huile (nommée en chinois jiuyou 桕油 « huile de jiu » ou qingyou  青油 « huile bleu-vert » et dans le commerce « huile de stillingia ») qui peut entrer dans la fabrication de savons et de cosmétiques typiquement chinois. La dénomination d’huile de stillingia vient de ce que Stillingia sebifera (L.) Michaux soit un synonyme de Triadica sebifera. Cette huile est toxique et ne peut être consommée. Le point de fusion de ses acides gras est élevé. L’huile de T. sebifera représente 55 % du contenu des savons pour la lessive et 25 % des savons de toilette. Elle entre aussi dans les peintures, les vernis et les encres[réf. nécessaire]. Jadis l’huile servait à l’éclairage avec des lampes à huile.
Les graines ont un contenu en cire-huile de 42,2 %.
Au lendemain de la seconde Guerre mondiale, il y eut une pénurie d’huile siccative pour les peintures, ce qui provoqua la vogue de l’huile de stillingia. Des plantations expérimentales furent créées dans plusieurs pays, mais à l’exception de la Chine les essais ne furent pas à la hauteur des espérances. Le travail considérable que représentait la récolte manuelle des fruits mûrs constitua un obstacle de taille à l’exploitation commerciale de l’arbre. À cette époque-là, la Chine exportait 4000–5000 t par an. Actuellement, seule la Chine continue a produire un peu de suif végétal et d’huile de stillingia.
Les feuilles contiennent un colorant, utilisé en Indochine et en Chine à teindre la soie en noir. Elles servaient aussi à fabriquer un insecticide. Le bois dense et très dur peut servir à faire des meubles et des sculptures.

### Agrocarburant
L'espèce est utile à la production de biodiesel, car c'est le troisième végétal le plus productif d'huile végétale après les algues et le palmier à huile. Tant le suif végétal que l’huile de stillingia servent à allonger les carburants sur une petite échelle.
Un regain d’intérêt a vu le jour depuis les années 1980 pour cette espèce qui pourrait se transformer en carburant et en producteur de biomasse sur les sols marginaux, en particulier dans le sud-est des Etats-Unis, mais elle y est considérée actuellement comme une espèce envahissante nuisible.  
Le principal avantage de choisir T. sebifera comme matière première du biodiesel est son rendement élevé en huile pour une parcelle de terrain donnée. Un hectare d'arbres à suif chinois peut produire environ 12 500 kg de graines, ce qui pourrait potentiellement produire 5 500 kg d'huile. Cette quantité d'huile par hectare est près de 15 fois celle de l'huile de soja, qui est l'huile la plus couramment utilisée pour fabriquer du biodiesel aux États-Unis. Les recherches continuent pour l’optimisation de la production de biocarburant à partir des graines de l’arbre à suif chinois.

### Médecines traditionnelles
Les feuilles, l’écorce des rameaux et des racines sont utilisées en médecine traditionnelle chinoise. Les feuilles sont récoltées en général fraiches, les écorces peuvent être récoltées en toute saison, puis tranchées et séchées.
Pour Li Shizhen, la nature des racines du wujiu est de s’enfoncer et de descendre, c’est le yin du yin, (donc) elle est bonne pour induire l’excrétion d’urine et ouvrir l’intestin. Si une personne souffre de gonflements, elle doit piler cette racine et en prendre un bol en décoction. Ne doit pas être utilisée par les personnes souffrant de déficience du qi. Il signale aussi le danger des feuilles pour le bétail. Pour l’huile, il reprend l’usage de Chen Cangqi, donné ci-dessus (teindre en noir les cheveux blancs, et fournir de l’huile pour les lampes d’éclairage).  
Selon l’encyclopédie médicale en ligne A::医学百科, présentant le savoir actuel de la médecine chinoise, la matière médicale wujiu est de nature « amère, légèrement chaude ». Elle est légèrement toxique (xiaodu 小毒). Elle entre dans les méridiens des poumons, de la rate, des reins et du gros intestin (tous ces termes appartiennent à la terminologie de la médecine traditionnelle chinoise).
- Fonctions : détoxifiant, diurétique et laxatif.
- Indications : schistosomiase, cirrhose du foie, morsures de serpent venimeux. Traitement topique des furoncles, cors, mammite, eczéma, dermatite[22].

Mise en garde : la matière médicale wujiu 乌桕 est intrinsèquement toxique et ne doit en aucun cas être utilisée. Les informations sont données à titre historique et encyclopédique.